# Emma Thomas
Emma Thomas (9 de diciembre de 1971; Londres) es una productora de cine inglesa. Es conocida por coproducir películas aclamadas por la crítica como la adaptación de la película The Prestige (2006) e Inception (2010), así como la trilogía cinematográfica de Batman dirigida y coescrita por Christopher Nolan.

## Profesión
Aparte de producir películas, Thomas ha trabajado como supervisora de guiones a lo largo de los años 1990, y fue asistente del director Stephen Frears en Alta fidelidad.

## Educación
Thomas se graduó de la University College London, donde conoció a su marido, el aclamado cineasta Christopher Nolan. Ha producido casi todas las películas de Nolan desde 1997.

## Vida personal
Thomas vive con su marido, Christopher Nolan, y sus cuatro hijos en Los Ángeles.

## Filmografía
- Doodlebug (1997)
- Following (1998)
- Memento (2000) (productor asociado)
- Insomnia (2002)
- Batman Begins (2005)
- The Prestige (2006)
- Batman: Gotham Knight (2008) (productora ejecutiva)
- The Dark Knight (2008)
- Inception (2010)
- The Dark Knight Rises (2012)
- El hombre de acero (2013)
- Interstellar (2014)
- Batman v Superman: Dawn of Justice (2016) (productora ejecutiva)
- Dunkirk (2017) (productora)
- Oppenheimer (2023)

## Premios y nominaciones
Premios Óscar
| Año  | Categoría                 | Película    | Resultado |
| ---- | ------------------------- | ----------- | --------- |
| 2011 | Óscar a la mejor película | Inception   | Nominada  |
| 2018 | Óscar a la mejor película | Dunkerque   | Nominada  |
| 2024 | Óscar a la mejor película | Oppenheimer | Ganadora  |